# Rhachotropis inflata
Rhachotropis inflata är en kräftdjursart som först beskrevs av Georg Ossian Sars 1882.  Rhachotropis inflata ingår i släktet Rhachotropis och familjen Eusiridae. Arten är reproducerande i Sverige. Inga underarter finns listade i Catalogue of Life.